# Sky Mexico 1
Sky Mexico 1 (SKYM 1, DIRECTV KU-79W) ist ein kommerzieller Kommunikationssatellit des im Besitz von DirecTV und der Grupo Televisa S.A.B. befindlichen Betreibers SKY México.
Er wurde im Herbst 2011 bestellt und am 27. Mai 2015 um 21:16 UTC mit einer Ariane-5-Trägerrakete vom Centre Spatial Guyanais zusammen mit DirecTV-15 in eine geostationäre Umlaufbahn gebracht.

## Technik
Der dreiachsenstabilisierte Satellit ist mit 24 Ku-Band- und 2 Reverseband-Transpondern sowie 32 Wanderfeldröhren  ausgerüstet und soll von der Position 78,8° West aus Mexiko, Zentralamerika und die Karibik mit Telekommunikationsdienstleistungen versorgen. Als Reverseband wird eine Nutzungsvariante des elektromagnetischen Spektrums bezeichnet, bei der der Band-Bereich der normalerweise für den Uplink verwendet wird, für den Downlink und umgekehrt eingesetzt wird. Für die Lageregelung sowie das Halten oder Verändern der Position des Satelliten ist der Satellit mit Hydrazin katalytisch zersetzenden Einstofftriebwerken ausgerüstet. Die Energieversorgung übernehmen zwei Solarzellenausleger. Sky Mexico 1 wurde auf Basis des Satellitenbus GEOStar 2.4E der Firma Orbital ATK gebaut und besitzt eine geplante Lebensdauer von 15 Jahren.